# تپه تازه‌کند حسام‌آباد
تپه تازه‌کند حسام‌آباد مربوط به دوران‌های تاریخی پس از اسلام است و در شهرستان بهار، بخش لالجین، روستای حسام آباد واقع شده و این اثر در تاریخ ۲۴ فروردین ۱۳۸۲ با شمارهٔ ثبت ۸۰۹۷ به‌عنوان یکی از آثار ملی ایران به ثبت رسیده‌است.
این تپه در دشت همدان، ۱۵ کیلومتری شمالغرب شهر همدان و ۲ کیلومتری شمال شهر بهار واقع شده‌است و جاده آسفالته همدان-غار علی‌صدر-بیجار از کنار آن می‌گذرد. ارتفاع این منطقه از سطح دریا ۱۷۲۵ متر است.

## مطالعات باستان‌شناختی
این محوطه برای اولین بار در برنامة بررسی و شناسایی باستان‌شناختی شهرستان بهار، به سرپرستی بهزاد بلمکی، در بهار و تابستان سال ۱۳۸۶ شناسایی و مستندسازی گردید. این تپه مجدداً در سال ۱۳۹۰ با هدف تعیین توالی لایه شناختی نهشته‌ها و مواد فرهنگی و شناخت کلیه دوره‌های استقراری این محوطه مورد کاوش قرار گرفت. در طی این پروژه، پنج گمانه آزمایشی زده شد و مشخص شد این محوطه دارای سه دوره استقراری مس و سنگ میانی، جدید و عصر مفرغ است.